# New Order – Die neue Weltordnung
New Order – Die neue Weltordnung (Originaltitel Nuevo orden) ist ein Filmdrama von Michel Franco, das im September 2020 im Rahmen der Filmfestspiele in Venedig seine Premiere feierte und im gleichen Monat beim Toronto International Film Festival vorgestellt wurde. Am 12. August 2021 kam er in die deutschen Kinos. Der dystopische Film spielt in naher Zukunft in Mexiko-Stadt und beleuchtet die Kluft zwischen Arm und Reich.

## Handlung
Während in Mexiko-Stadt antikapitalistische Proteste immer gewaltsamer werden, feiern zwei wohlhabende Familien in ihrer Gated Community Hochzeit. Als ein ehemaliger Angestellter der Familie um Geld für die Operation seiner Ehefrau bittet, wird er von der Brautmutter mit wenig Geld und vom Bräutigam sogar mit Androhung von Gewalt weggeschickt. Einzig die Braut Marianne hat Mitleid und möchte vom Hausangestellten Christian zur kranken Frau gefahren werden. Während die beiden das Grundstück verlassen, wird die Party von Demonstranten gestürmt, die mit Gewalt die Wertgegenstände der Gäste und der Hausbewohner an sich bringen. Dabei gibt es auch etliche Tote. Währenddessen gelangen Marianne und Christian mitten in die Demonstrationen. Marianne kann aber mit Christians Hilfe unerkannt zu Christian nach Hause gebracht werden. Als das Militär am nächsten Tag die Lage gewaltsam unter Kontrolle gebracht hat, versucht Christian Marianne zurück zu ihrer Familie zu bringen. Er wird aber von einer Militärstreife aufgegriffen, die er zu Marianne führt. Die Soldaten versprechen, Marianne nach Hause zu geleiten, transportieren sie stattdessen jedoch in ein Lager, in dem reiche Persönlichkeiten als Geiseln festgehalten werden, um Lösegeld zu erpressen. Die Insassen – auch Marianne – sind Gewalt, Vergewaltigungen und Demütigen ausgesetzt. Währenddessen sind die Familien des Brautpaares in eine neue, sichere Gegend umgezogen und das Militär hat in großen Teilen des Landes eine Militärdiktatur errichtet. Ausgangssperren werden gewaltsam durchgesetzt und die Sperrzonen dürfen nur mit einer Arbeitserlaubnis verlassen werden. Mariannes Familie erhält eine Lösegeldforderung, gleichzeitig kontaktieren frustrierte Soldaten des Geisellagers Christian, um ihn ebenfalls um Lösegeld zu erpressen. Christian und seine Mutter besorgen sich eine Arbeitserlaubnis und kontaktieren Mariannes Familie. Von dieser erhalten die beiden 800 Tsd. Pesos als Lösegeld, bei der Übergabe an die abtrünnigen Soldaten fordern diese jedoch mehr. Als Christian und seine Mutter erneut Mariannes Familie kontaktiert, vermuten diese, dass die beiden hinter der Entführung stecken und kontaktieren einen befreundeten Armeegeneral. Dieser lauert den beiden Erpressern auf und befreit Marianne aus dem Lager. Doch statt sie und die anderen Geiseln zu retten, lässt er zum einen alle Geiselnehmer und Geiseln erschießen und verbrennen. Weiterhin erschießt er auch Marianne und lässt es wie einen Mord von Christian an ihr aussehen. Der Film endet mit der Hinrichtung von Christians Mutter und anderer Personen im Beisein von Mariannes Familie.

## Produktion

### Stab und Idee

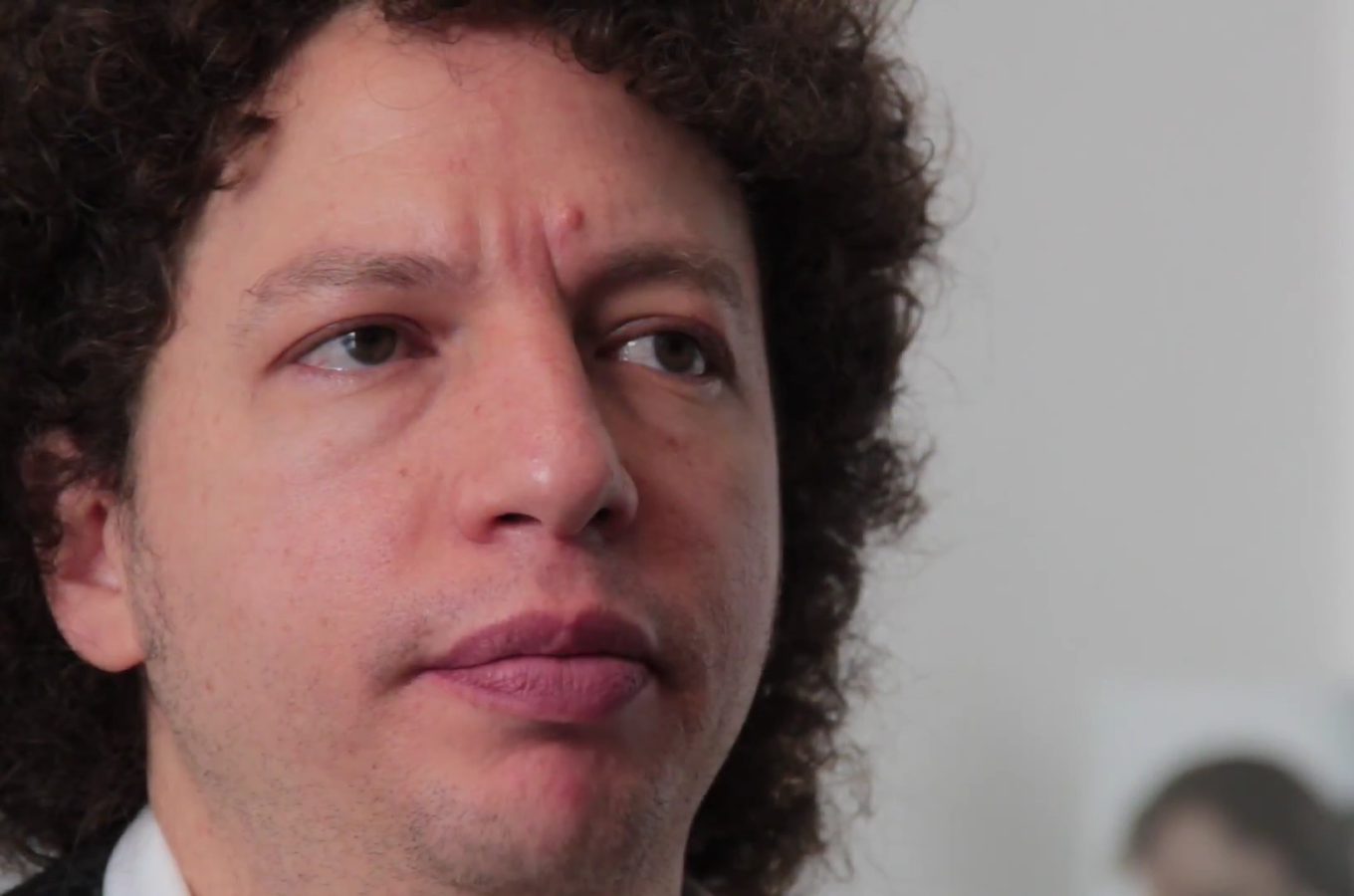
Regisseur Michel Franco

Regie führte Michel Franco, der auch das Drehbuch schrieb. Der in Mexiko-Stadt geborene Franco begann während seines Studiums mit dem Filmemachen. Nach verschiedenen Kurzfilmen und Werbeclips wurde er 2009 mit seinem Spielfilmdebüt Daniel & Ana in die Quinzaine des Réalisateurs in Cannes eingeladen. Drei Jahre später erhielt er ebenfalls in Cannes für After Lucia den Prix Un Certain Regard. Im Jahr 2015 wurde der von ihm produzierte Film 600 Millas auf der Berlinale in der Sektion Panorama vorgestellt und als bester Erstlingsfilms ausgezeichnet. Außerdem fungierte er als Produzent des venezolanisch-mexikanischen Films Caracas, eine Liebe von Lorenzo Vigas, der ebenfalls 2015 bei den Internationalen Filmfestspielen von Venedig den Goldenen Löwen gewonnen hat.
Franco wollte in Nuevo orden eine Dystopie der nahen Zukunft zeichnen, von der Kluft zwischen Arm und Reich in Mexiko-Stadt, und damit die Umkehrung einer Utopie. Anhand dieses Genres erforscht er aktuelle Themen, aber ohne die Verpflichtung, der Realität treu zu bleiben. Als Einflüsse nennt Franco den dystopischen Film Uhrwerk Orange von Stanley Kubrick, aber auch andere Filme und Bücher wie 1984 oder Alfonso Cuaróns Film Children of Men. Nuevo orden wolle die Risiken aufzeigen, vor denen die Gesellschaft seines Landes in Zukunft steht, wenn die bestehenden Ungleichheiten nicht korrigiert werden, so Produzent Edgar San Juan. Franco erklärte vor Drehbeginn: „Es ist kein Geheimnis, dass Mexiko sehr arm ist. 25 Millionen Menschen hungern, darüber spricht niemand. Mein neuer Film hat mit einer Reihe von Dingen zu tun, die normalerweise im Kino nicht behandelt werden.“ Der Film habe aber nicht nur mit der aktuellen Situation in Mexiko zu tun, sondern auch mit dem, was in vielen Ländern passiert, egal ob die Revolten in Hongkong oder die Gelbwesten in Frankreich.

### Besetzung und Dreharbeiten

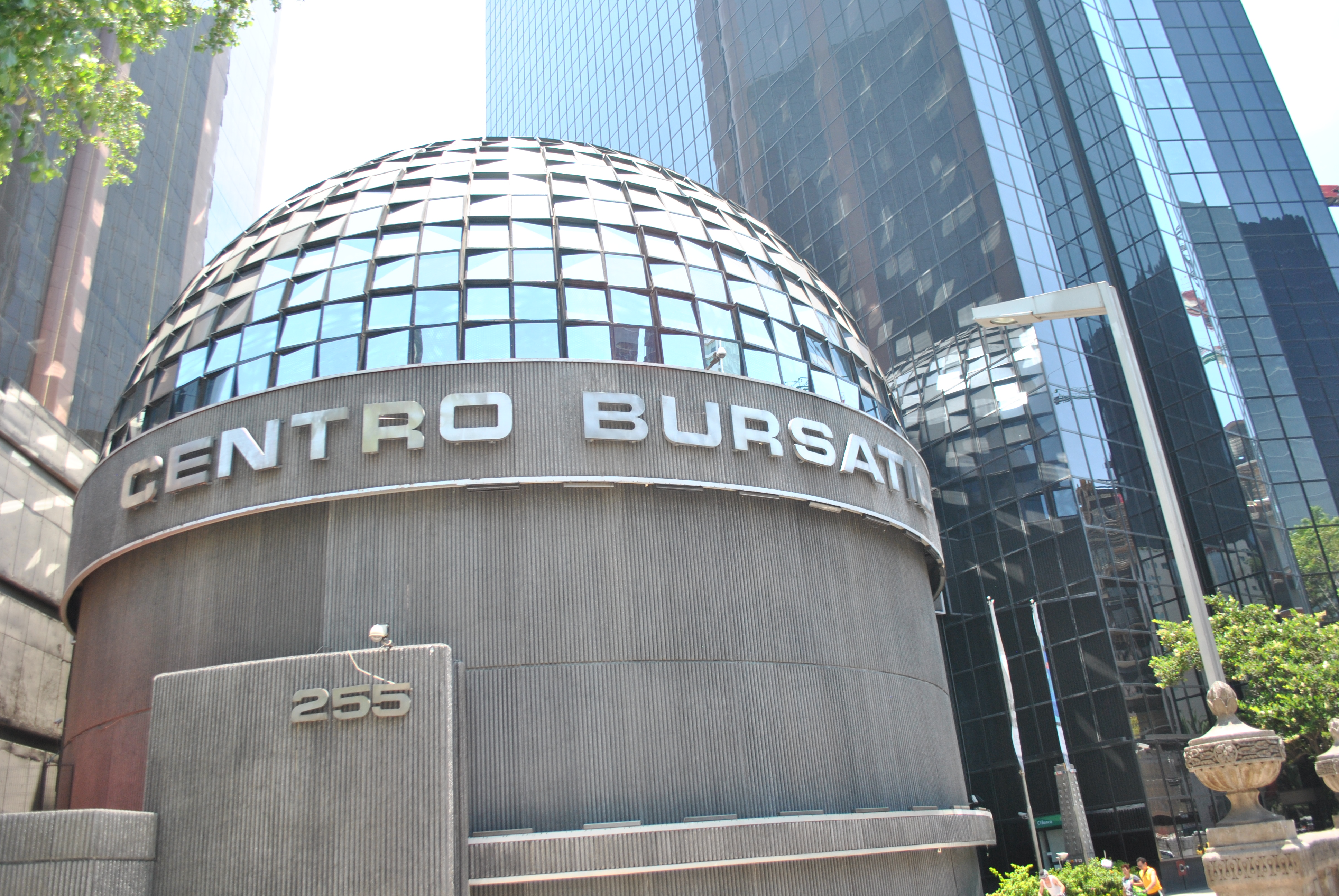
In der Avenida Reforma in Mexiko-Stadt befindet sich der Finanzkorridor des Landes. Das Viertel gilt auch als Vorzeige- und Ausgehmeile für Touristen

Im Film gibt es acht Hauptfiguren. Diese Rollen wurden unter anderem mit Naián González Norvind, Darío Yazbek Bernal, Mónica del Carmen, Fernando Cualetle, Eligio Meléndez und Diego Boneta besetzt. Des Weiteren kamen dreitausend Statisten zum Einsatz.
Die Dreharbeiten wurden im Mai 2019 beendet. Unter anderem drehte man in der Avenida Reforma in Mexiko-Stadt, die Aufnahmen wurden jedoch digital überarbeitet. Der Arbeitstitel war Lo que algunos soñaron, im Englischen auch The Dreams of a Few. Der Film war auch unter dem Titel What Some Dreamed angekündigt worden. Auf Plakaten wird der letztliche Filmtitel Nuevo Orden auch in Spiegelschrift geschrieben. Als Kameramann fungierte der Belgier Yves Cape, mit dem Franco bereits für Las hijas de Abril zusammenarbeitete.

### Veröffentlichung
Eine erste Vorstellung des Films erfolgte am 10. September 2020 bei den Filmfestspielen in Venedig. Ab 15. September 2020 sind Vorstellungen beim Toronto International Film Festival geplant, hiernach beim San Sebastian International Film Festival und Ende September, Anfang Oktober 2020 beim Zurich Film Festival. Ebenfalls im Oktober 2020 wird er beim London Film Festival und ab Mitte Oktober 2020 beim Chicago International Film Festival und beim AFI Film Festival in der World Cinema Section gezeigt. Ende Juli, Anfang August 2021 wird er beim Internationalen Filmfestival Freiburg vorgestellt. Der Kinostart in Deutschland erfolgte am 12. August 2021.

## Rezeption

### Kritiken

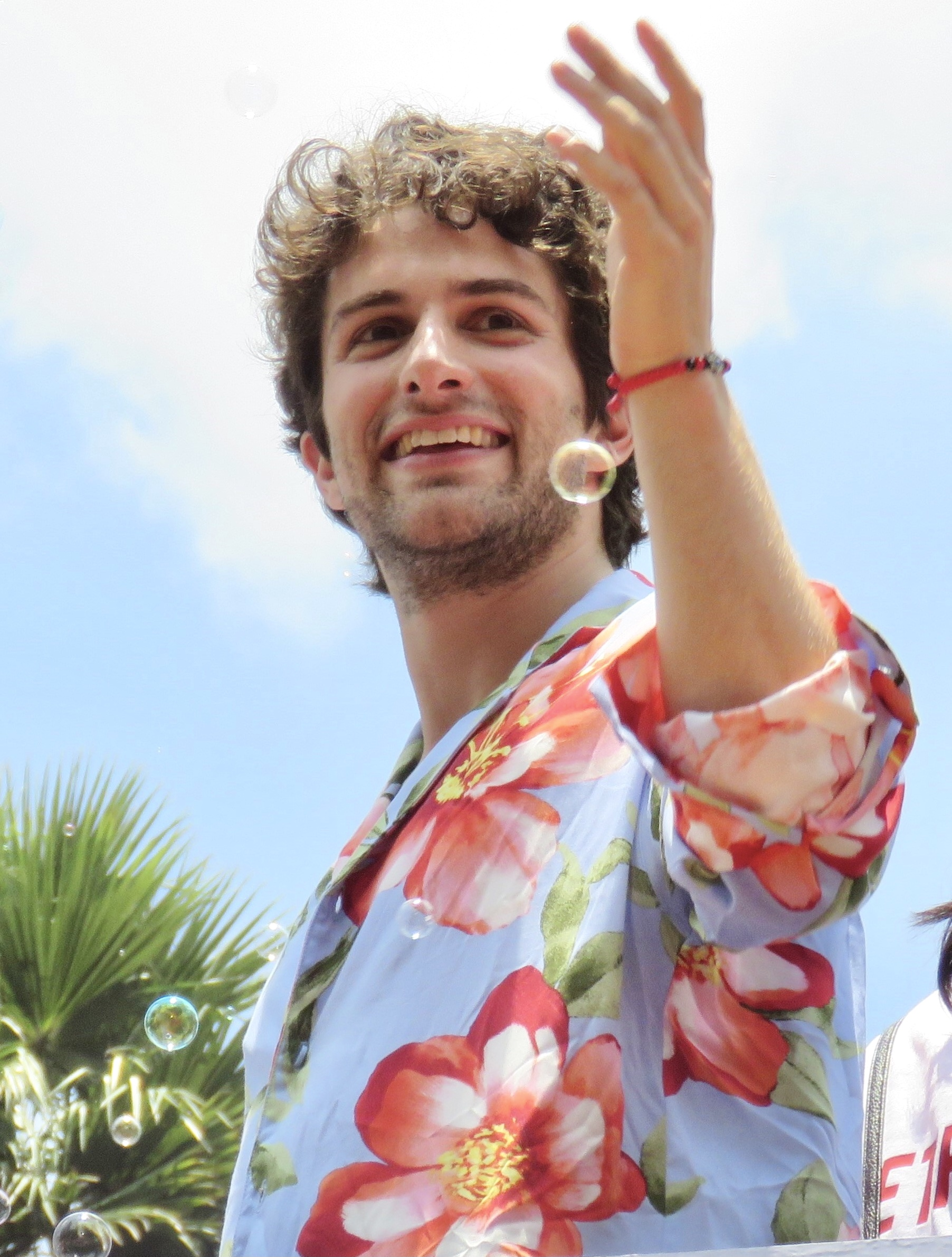
Darío Yazbek Bernal spielt Alan

Insgesamt stieß der Film bei den Kritikern auf geteiltes Echo. Bei Rotten Tomatoes sind etwa zwei Drittel der aufgeführten Kritiken positiv.
Peter Osteried schreibt in seiner Funktion als Filmkorrespondent der Gilde deutscher Filmkunsttheater, New Order – Die neue Weltordnung sei ein intensiver Film, der mit schrecklichen, sich ins Gedächtnis brennenden Bildern nicht geizt. Er zeige ein Land im Chaos, in dem Korruption, Gier und Ungleichheit die Keimzellen für einen Putsch waren, an dessen Ende nur noch das Recht des Stärkeren gilt. Elektrisierend sei an diesem Film jedoch das, was zwischen den Zeilen erzählt werde, so Osteried: „Von einem Land, in dem ein hohes Maß an Gewalt akzeptiert ist, wenn sie nur die Bereiche der Gesellschaft trifft, die sich ohnehin nicht wehren kann. Mehr aber noch vom Ziehen an Fäden, um eine Situation zu erschaffen, in der die Kontrolle mittels militärischer Macht übernommen und das propagierte, aber letztlich verlogene Idyll einer neuen Ordnung etabliert werden kann.“ So reiße der Film an, was nötig ist, um eine Demokratie kippen zu lassen und wirke entsprechend auch als Mahnmal, die Wachsamkeit niemals aufzugeben, mehr aber noch, eine Welt zu erschaffen, in der zwei Seiten nicht gegeneinander ausgespielt werden können.

### Auszeichnungen (Auswahl)
Nuevo orden war einer von sechs Filmen, die von Mexiko als Beitrag für die Oscarverleihung 2021 in der Kategorie Bester Internationaler Film eingereichten werden sollten. Darüber hinaus gelangte der Film auch in die Vorauswahl für die Golden Globe Awards 2021 (Bester fremdsprachiger Film). Im Folgenden weitere Nominierungen und Auszeichnungen.
Brussels International Film Festival 2021
- Nominierung im internationalen Wettbewerb (Michel Franco)[23]

Chicago International Film Festival 2020
- Nominierung im internationalen Wettbewerb[16]

Internationales Filmfestival von Stockholm 2020
- Nominierung für den Impact Award (Michel Franco)

Internationale Filmfestspiele von Venedig 2020
- Silberner Löwe – Großer Preis der Jury (Michel Franco)
- Nominierung für den Goldenen Löwen

Premio Ariel 2021
- Nominierung als Bester Hauptdarsteller (Fernando Cuautle)
- Nominierung als Beste Hauptdarstellerin (Mónica del Carmen)
- Nominierung als Bester Hauptdarsteller (Fernando Cuautle)
- Nominierung als Bester Nebendarsteller (Eligio Meléndez)
- Nominierung für die Besten Kostüme (Gabriela Fernandez)
- Nominierung für den Besten Filmschnitt (Michel Franco und Óscar Figueroa)
- Nominierung für das Beste Make-up (Adam Zoller)
- Nominierung in der Kategorie Art Direction
- Nominierung für den Besten Sound
- Nominierung für die Besten visuellen Effekte
- Auszeichnung für die Besten Spezialeffekte (Ricardo Arvizu)[24][25]

San Sebastian International Film Festival 2020
- Nominierung für den Publikumspreis